# Convento de Alvastra
O Convento de Alvastra (em sueco: Alvastra kloster;  PRONÚNCIA) foi o primeiro mosteiro medieval católico na Suécia, situado em Alvastra, a 8 quilômetros da pequena cidade de Ödeshög, na província de Östergötland.

Foi fundado em 1143 por monges da Ordem de Cister vindos da Abadia de Claraval, na França, a convite da rainha Ulvilda, esposa do rei Suérquero I (r. 1130–1156).
O mosteiro ficou em ruínas depois de ter sido parcialmente demolido na esteira da Reforma protestante e da destruição causada pelos ataques dos dinamarqueses em 1567.